# Normal (Illinois)
Normal é uma cidade localizada no estado americano de Illinois, no Condado de McLean. A cidade foi fundada em século XIX.

## Demografia
Segundo o censo americano de 2000, a sua população era de 45.386 habitantes.
Em 2006, foi estimada uma população de 50.681, um aumento de 5295 (11.7%).

## Geografia
De acordo com o United States Census Bureau tem uma área de
35,5 km², dos quais 35,3 km² cobertos por terra e 0,2 km² cobertos por água.

## Localidades na vizinhança
O diagrama seguinte representa as localidades num raio de 16 km ao redor de Normal.